# 高之騊
高之騊，字圣游，山東淄川縣人，清朝政治人物、詩人。

## 生平
順治十八年（1661年），登辛丑科進士，官至平越縣知縣。著有《含翠堂诗》。